# Nomad (Di'Anno)
Nomad è un album dei Di'Anno pubblicato nel 2000, dopo lo scioglimento del gruppo.

## Tracce
1. Intro – 1:11
2. Mad Man In The Attic – 5:00
3. War Machine – 3:11
4. Brothers Of The Tomb – 4:42
5. P.O.V.2000 – 3:55
6. The Living Deat – 5:35
7. Nomad – 7:14
8. S.A.T.A.N. – 4:17
9. Cold World – 3:53
10. Do Or Die – 3:31
11. Dog Dead – 4:49